# بخش مونتبلی‌ار
بخش مونتبلی‌ار (به فرانسوی: Arrondissement de Montbéliard) یک بخش در فرانسه است که در دو واقع شده‌است.